# Paul Krause
Paul James Krause (Flint, Míchigan, 19 de febrero de 1942), más conocido como Paul Krause, es un exjugador profesional estadounidense de fútbol americano que se desempeñó en la posición de safety en la National Football League (NFL). Es miembro del Salón de la Fama del Fútbol Americano Profesional.

## Carrera
Krause jugó como profesional cuatro temporadas en Washington Commanders (1964-1967), después pasó a Minnesota Vikings, donde jugó doce temporadas (1968-1979), y fue el equipo en el que se retiró.

## Reconocimiento
El 1 de agosto de 1998, ingresó como miembro al Salón de la Fama del Fútbol Americano Profesional.